# Leonard du Bus de Gisignies
Leonard Pierre Joseph burggraaf du Bus de Gisignies (Dottenijs, 28 februari 1780 – Oostmalle, 31 mei 1849) was een hoge ambtenaar, bestuurder en politicus in het Verenigd Koninkrijk der Nederlanden. Hij was voorzitter van de Tweede Kamer en gouverneur-generaal in Nederlands-Indië. Hij werd op 20 februari 1816 KB 66 verheven in de Nederlandse adelstand en werd op 22 mei 1819 burggraaf.

## Herkomst en gezin
Hij werd geboren als Leonard Dubus, vervolgens du Bus, en zo werd hij bij zijn opname op de lijst van geadelden in 1816 genoemd. Later werd hij du Bus de Gisignies, doordat hij er kennelijk in geslaagd was de naam van de heerlijkheid in het bezit van zijn moeder, Marie-Thérèse Vuylsteke, vrouwe van Gisignies (1754-1782) aan de zijne toe te voegen. Referentie hiervoor ontbreekt. Zijn vader, Pierre Ignace du Bus (1756-1785) was werkzaam als rentmeester van voorname leenheren en als griffier van de gemeente Dottenijs. Als vijfjarige wees werd Leonard opgenomen in het huis van zijn grootvader, baljuw François Joseph du Bus (1725-1790) en nadien van zijn oom, advocaat François Joseph Du Bus (1757-1835), vader van het Nationaal Congreslid François Louis Joseph Du Bus, die in Doornik woonde.
Du Bus deed zijn middelbare studies in Doornik, tijdens de jaren van de Franse Revolutie. Het Sint-Pauluscollege, overgenomen door het stadsbestuur, verstrekte op ongeregelde tijdstippen onderwijs. Toen hij zeventien of achttien werd, kon hij nergens terecht voor het aanvatten van hogere studies, zowel de universiteit van Leuven als de Noord-Franse universiteiten zoals die van Dowaai gesloten zijnde. Op basis van bewaarde paspoorten mag men aannemen dat hij tussen 1797 en 1802 nogal wat reisde.
Op 20 juli 1802 trouwde hij in Brugge met Marie-Anne de Deurwaerder (1783 - 23 juli 1836 in het kasteel te Oostmalle), de dochter van de Brugse voormalige stadspensionaris, politicus en magistraat Bernard De Deurwaerder (1752-1832). Ze hadden zes kinderen:
- jonkvrouw Clémentine (1803-1817),
- ridder Gustave (1807-1831),
- burggraaf Bernard Amé du Bus de Gisignies (1808-1874),
- burggraaf Albéric du Bus de Gisignies (1810-1874),
- baron Chrétien (1819-1835),
- burggraaf Constantin (1823-1850).

Na overlijden van Marie-Anne hertrouwde hij op 20 november 1839 in Rumst met Marie-Antoinette van der Gracht (1779-1864), dochter van Eugène van der Gracht de Fretin en barones Marie Ferdinande Snoy. Zij was de weduwe van Pierre de Waepenaert.

## Loopbaan tijdens het Keizerrijk en het Verenigd Koninkrijk
In 1802 begon Du Bus aan zijn loopbaan, als (onbezoldigd) lid van het vijf man sterke Bureel van Weldadigheid in Doornik. Zijn inkomen haalde hij uit het behoorlijk uitgebreid onroerend vermogen van het echtpaar.
In april 1813 benoemde de Franse prefect hem tot adjunct-burgemeester van Doornik en bij de aftocht van de Fransen in 1814 was hij locoburgemeester. Enkele maanden later werd hij door de nieuwe bewindvoerders tot onderintendant voor het arrondissement Kortrijk benoemd. Op 25 augustus 1814 ontmoette hij in Brussel voor het eerst Willem VI van Oranje-Nassau, de latere koning Willem I en op 15 september daaropvolgend mocht hij hem in Kortrijk verwelkomen. Dat hij neen stemde bij de raadpleging over de nieuwe grondwet had geen nadelige gevolgen voor zijn loopbaan. Nadat Du Bus zich onaangemeld in Brussel als kandidaat was gaan voorstellen aan Falck, werd hij op 21 september 1815, de dag van inhuldiging van koning Willem I in Brussel, benoemd tot lid van de Tweede Kamer der Staten-Generaal voor de nieuwe provincie West-Vlaanderen. In het zittingsjaar 1818-1819 werd hij, als eerste Zuid-Nederlander, Kamervoorzitter.
In tegenstelling tot veel andere Vlamingen, die het niet eens waren met samenvoeging van de grondgebieden die nu Nederland en België vormen, was zijn politieke houding regeringsgezind. Dat werd door de koning opgemerkt en gewaardeerd, Du Bus werd overladen met bestuurlijke tekenen van erkenning. Op 20 februari 1816 was hij in de adelstand verheven, in september 1817 werd hij opgenomen in de Ridderschap van West-Vlaanderen en in mei 1819 kreeg hij de titel van burggraaf. Hij nam als wapenspreuk 'Finis laborum palma' (het einde kroont het werk). Onderscheiden werd hij als ridder (24 november 1816) en commandeur (20 juli 1823) in de Orde van de Nederlandse Leeuw en ontving op 6 juli 1830 het Grootkruis in dezelfde Orde.
In 1818 werd hij ingewijd in de Kortrijkse vrijmetselaarsloge L'Amitié, waar hij een jaar later een fikse rel ontketende toen hij ontslag nam en hij eiste dat zijn naam integraal uit de verslagen zou worden geschrapt.
In maart 1820 werd Du Bus benoemd tot gouverneur van Antwerpen wat hij bleef tot aan zijn benoeming in februari 1823 tot gouverneur van Zuid-Brabant, een functie die hij behield tot in 1828.
In 1822 was hij nauw betrokken bij de oprichting van Wortel-Kolonie en bekleedde hij de functie van vicevoorzitter van de Raad van Toezicht, waarvan prins Frederik de voorzitter was. Op 28 oktober 1822 brachten hij en de prins een bezoek aan de kolonie om de eerste kolonisten welkom te heten. Zijn taak bestond erin de kolonie economisch rendabel te maken. In datzelfde jaar kocht hij een privéperceel van 70 hectare heide, wat nu bekend staat als de Gouverneursbossen in Minderhout. De aankoopakte werd verleden in het Kasteel Cantecroy, waarbij hij de grond verwierf van Jean Louis Bausart, provincieraadslid voor het kanton Hoogstraten.

### Gouverneur-generaal Nederlands-Indië
Op 10 augustus 1825 werd Du Bus door Koning Willem I benoemd tot gouverneur-generaal van Nederlands-Indië (in die periode ook commissaris-generaal genoemd). Hij werd de eerste Zuid-Nederlander aan het hoofd van de kolonie. In het noorden werd dit met argwaan gevolgd vanwege de groeiende koloniale invloed in het zuiden. Hij kreeg een jaarlijks traktement van f 200.000, omgerekend naar de 20e eeuw ruim 3 miljoen Euro, met daarbij de toezegging dat hij zijn functie van gouverneur van Zuid-Brabant behield. In september 1825 vertrok hij met zijn gevolg om op 3 februari 1826 in Batavia aan te komen op het eiland Java, en zijn intrek te nemen op paleis Buitenzorg in West-Java.

### Java-oorlog
In de periode 1825-1830 woedde de Java-oorlog. Daarbij vocht een Nederlands leger tegen de lokale bevolking. Aan Javaanse zijnde waren er vermoedelijk circa 200.000 doden, mede door voedselgebrek, en de gevechten voerden tot een enorme materiële ravage. De Javaanse elite, daaronder degenen die aan het hoofd stonden van de lokale landbouwproductie, was voor een groot deel gedood. Er was daarnaast sprake van een uiterst slechte financiële situatie en daar moest volgens de Nederlandse regering snel verandering in worden gebracht. Temeer nu de "West-Indische" gebieden voor het koninkrijk Nederland in die periode verliesdraaiend waren en een zware lastenpost vormden voor de staatsbegroting. De koffie oogsten waren tot 1830 weliswaar gestegen maar de wereldprijs daalde, dus dat bracht per saldo ook niets voor de schatkist. De rijst- en tabakproductie werd merendeels verhandeld binnen de archipel en er was niet veel beschikbaar voor de export. Gouverneur-generaal Du Bus bedacht het plan om onder leiding van Europese investeerders woeste gronden te ontginnen die de plaatselijke boeren in loondienst zouden moeten gaan bewerken maar de bevolking was daartoe niet bereid. Het doel was om van Java een exportland voor tropische landbouwproducten te maken. De handelswinsten die hieruit voortvloeiden zouden voor het merendeel naar de Nederlandse staatskas gaan.
Du Bus bleef zijn koloniale hoge functie uitoefenen tot 16 januari 1830. Tijdens zijn ambtsperiode spande hij zich in om de financies en het bestuur in Nederlands-Indië op orde te krijgen. Er was een plaats naar hem vernoemd: Fort Du Bus. Opvolgend gouverneur-generaal Johannes van den Bosch, voerde een nieuw systeem in voor de landbouw ter vervanging van het landrentestelsel: het cultuurstelsel, mede om de Java-oorlog te bekostigen. Ook de kosten van de strijd tegen de Belgen speelde hierbij een rol; de Belgische omwenteling betekende een derving van inkomsten uit de Vlaamse textielindustrie en de Waalse mijnbouw.
Op 9 mei 1828 werd Du Bus benoemd tot minister van Staat, wat hij als een wegpromoveren beschouwde, want hij kon nu niet meer terug naar de tot dan voor hem warm gehouden gouverneurszetel.

## Terug in België
Einde juni 1830 zette Du Bus weer voet aan wal in Nederland en nam zijn intrek in een statig pand aan de Hertogstraat in Brussel, wachtende op een verhoopte nieuwe hoge functie die de koning hem zou toevertrouwen. De Belgische Revolutie verhinderde dit.
Na het uitroepen van de onafhankelijkheid van de Zuidelijke Nederlanden op 18 oktober 1830 werd Du Bus uit het ereambt van minister van Staat ontheven. Hij bleef nochtans trouw aan Oranje. Hij maakte deel uit van het orangistische verzet tegen de Belgische afscheuring, zonder een sleutelfiguur te zijn. In oktober 1830 kocht Du Bus een vervallen kasteel aan in Oostmalle (later bekend onder de naam kasteel de Renesse) en in 1832 nam hij er zijn intrek. Zijn echtgenote, met wie hij minstens sedert zijn vertrek naar de kolonie niet meer samenwoonde, verliet haar woning in Rijsel om in 1836 op dit kasteel te komen sterven.
In 1834 verleende Willem I een baronstitel aan zijn zonen Bernard, Albéric, Constantin en Chrétien. In 1840 kreeg hijzelf een Nederlands staatspensioen omdat België nauwelijks pensioen betaalde voor mandaten van vóór 1830.
Du Bus hield zich in het nieuwe koninkrijk afzijdig. Hij werd weldoener van de trappistenabdij van Westmalle, wijdde zich aan landbouw en ontginning van de Kempen en hield zich bezig met het verzamelen van voorwerpen uit de kolonie en met het kweken van exotische planten. Hij werd geholpen door zijn butler Eemtje (1818-1867), die hij uit Nederlands-Indië had meegebracht.
In 1842 werd, op zijn verzoek, door de Belgische instanties zijn titel van burggraaf overdraagbaar gemaakt op al zijn mannelijke afstammelingen. Hij aanvaardde ook het ereteken van officier in de Leopoldsorde. In 1846 aanvaardde hij de functie van voorzitter van de koninklijke Hoge Landbouwraad en zat hij ook de bestuurscommissie van de Botanische Tuinen in Brussel voor (de thans nog in Meise bestaande Nationale Plantentuin van België).
Met de zonen verliep het als volgt:
- Gustave (1807-1831) werd in 1819 onder de naam Du Bus in de adelstand verheven, met de titel van ridder. Hij stierf jong en ongehuwd.
- Bernard (1808-1874) werd in 1819 zoals zijn broer in de adelstand opgenomen met de riddertitel, kreeg een (Nederlandse) baronstitel in 1834 en werd (Belgisch) burggraaf in 1842. Hij werd in België volksvertegenwoordiger en senator. Hij werd ook directeur van het Koninklijk Natuurhistorisch Museum en lid van de Koninklijke Academie voor Wetenschappen.
- Albéric (1810-1874) volgde hetzelfde adellijke curriculum als Bernard. Hij werd arrondissementscommissaris en vervolgens volksvertegenwoordiger en senator.
- Chrétien (1819-1835) volgde eveneens hetzelfde adellijk curriculum, behalve dat hij al, ongehuwd, overleden was toen de titel van burggraaf werd toegekend.
- Constantin (1823-1850) werd (Nederlands) baron in 1834 en burggraaf in 1842. Ook hij bleef ongehuwd.

Bernard du Bus had twee zonen uit zijn huwelijk met Petronilla Truyts (1801-1886):
- Bernard (1832-1917), getrouwd met Henriette Mosselman du Chenoy (1855-1898), die een dochter Isabelle (1874-1912) had.
- Christian (1845-1883), getrouwd met Ursule Truyts (1850-1930) die een dochter Godelieve (1882-1976) had.

Isabelle en Godelieve, achterkleindochters van Leonard du Bus de Gisignies trouwden opeenvolgend met graaf Maximiliaan de Renesse (1867-1951). Met hen verdwenen de laatste naamdragers du Bus de Gisignies. Met zes kinderen uit het eerste en zeven kinderen uit het tweede huwelijk werd echter gezorgd voor een uitgebreide nakomelingschap de Renesse, afstammelingen van Du Bus.